# Gildo Cuneo
Gildo Cuneo (Genova, 1914 – Carmuset Belaodeach, 25 novembre 1941) è stato un militare italiano insignito della medaglia d'oro al valor militare alla memoria nel corso della seconda guerra mondiale.

## Biografia
Nacque a Genova nel 1914, figlio di Enrico e Adele Benvenuto. Iscritto alla facoltà di giurisprudenza dell'Università di Genova, nel novembre fu arruolato nel Regio Esercito ed ammesso a frequentare la Scuola allievi ufficiali della specialità alpini a Bassano del Grappa.   Nominato sottotenente nel 1935 e destinate al 4º Reggimento alpini, nel giugno 1936 venne congedato. Conseguita la laurea l'anno successivo, iniziò a lavorare nello studio paterno notarile. Richiamato in servizio attivo per mobilitazione nel 1941, raggiunse il 4º Reggimento alpini allora impegnato sul fronte greco-albanese. Rientrato al deposito reggimentale poco tempo dopo e promosso tenente, e chiese di essere inviato nuovamente in zona di operazioni. Nell'ottobre dello stesso anno partì per l'Africa Settentrionale Italiana assegnato al 39º Reggimento fanteria della 25ª Divisione fanteria "Bologna", dove assunse il comando della 5ª Compagnia. Cadde in combattimento a Carmuset Belaodeach, vicino a Tobruch, il 25 novembre 1941, e fu insignito della medaglia d'oro al valor militare alla memoria.